# Augustus Kargbo
Augustus Kargbo, né le 24 août 1999 à Freetown, est un footballeur international sierraléonais, qui évolue au poste d'avant-centre aux Blackburn Rovers.

## Biographie

### En club

#### Jeunesse et formation
Augustus Kargbo commence à jouer au football dans les rues de Freetown et est repéré dans les mini-ligues junior par son agent Numukeh Tunkara. En 2013, âgé de 13 ans, Kargbo quitte le domicile familial pour joindre le pays voisin, la Guinée, où plus d'opportunités footballistiques s'offrent à lui. À Conakry, il joue pour deux équipes, celle détenue par son agent, et le Satellite FC. En 2015, il rejoint la Côte d'Ivoire pour un an avant de partir en Italie, après avoir obtenu le visa nécessaire.

#### Débuts en Italie
Kargbo commence sa carrière professionnelle en 2017 avec le SSD Campobasso en Serie D, le quatrième échelon du football italien.
À l'été 2018, il rejoint le FC Crotone, et est directement prêté à l'ASD Roccella, qui évolue en Serie D.
En janvier 2019, il retourne à Crotone, avec qui il fait ses débuts en Serie B le 19 janvier 2019 face à l'AS Cittadella (match nul 0-0), en remplaçant Marco Firenze à la 68e minute de jeu.

#### Prêts concluants à l'AC Reggiana
Le 2 septembre 2019, il est prêté pour une saison dans le club de Serie C de Reggio Audace (qui redeviendra l'AC Reggiana en 2020). Le club se qualifie pour les play-offs d'accession en Serie B, et Kargbo inscrit un but et une passe décisive en demi-finale face à Novare (victoire 2-1), puis inscrit l’unique but de la finale face à Bari. La Reggiana retrouve ainsi la Serie B après 21 ans d'absence.
Kargbo revient ensuite au FC Crotone, qui a réussi à être promu en Serie A. Il fait ses débuts dans l'élite italienne le 20 septembre 2020 face au Genoa (défaite 4-1), en remplaçant Emmanuel Rivière à la 58e minute de jeu.
Pourtant, neuf jours plus tard, il est de nouveau prêté à l'AC Reggiana. Un jour après son arrivée, il dispute un match de coupe d'Italie face à Monopoli, durant lequel il distille une passe décisive et voit son club s'imposer aux tirs au but. Or Kargbo n'était pas qualifié pour disputer ce match en raison d'une suspension à purger après deux cartons jaunes reçus en deux matchs de Coupe d'Italie de Serie D 2018-2019 avec l'ASD Roccella. En conséquence, la Lega Serie A, gérante de la compétition, décide d'infliger à l'AC Reggiana une défaite 3-0 sur tapis vert. En Serie B, Kargbo et ses coéquipiers ne parviennent pas à éviter la relégation du club.
Augustus Kargbo fait par la suite son retour à Crotone, relégué en Serie B.

### Blackburn Rovers
Le 31 janvier 2025, il rejoint les Blackburn Rovers pour deux saisons et demie.

### En sélection
Augustus Kargbo est appelé pour la première fois en équipe de Sierra Leone en octobre 2020 par John Keister. Il ne dispute aucune minute lors du premier match, et quitte prématurément le rassemblement afin de respecter la quarantaine de deux semaines imposée en Italie.
Il reçoit sa première cape le 6 octobre 2021 face au Soudan du Sud en match amical (match nul 1-1).
Kargbo fait partie de la pré-sélection de la Sierra Leone pour disputer la CAN 2021, la première du pays depuis 26 ans. Dans un premier temps, il ne fait pas partie du groupe final de 28 joueurs, avant d'être rappelé 8 janvier 2022 pour remplacer Alhassan Koroma, blessé aux ischio-jambiers. Il ne peut pas participer au premier match des Leone Stars, face à l'Algérie (0-0), car il ne peut réaliser un test Covid en raison de son arrivée au stade en retard.

### Style de jeu
Augustus Kargbo est un joueur rapide, et possédant un bon jeu de tête malgré sa petite taille (1 mètre 72).